# SMS Schwaben
SMS Schwaben là một thiết giáp hạm tiền-dreadnought thuộc lớp Wittelsbach của Hải quân Đế quốc Đức. Nó được chế tạo tại xưởng tàu Kaiserliche Werft ở Wilhelmshaven, được đặt lườn vào năm 1900 và hoàn tất vào tháng 4 năm 1904 với chi phí 21.678.000 Mác vàng. Nó cùng với các tàu chị em Wittelsbach, Wettin, Zähringen và Mecklenburg là những tàu chiến chủ lực đầu tiên được chế tạo theo nội dung của Luật Hải quân năm 1898, được đề xướng bởi Đô đốc Alfred von Tirpitz.
Schwaben trải qua hầu hết quãng đời phục vụ như một tàu huấn luyện học viên sĩ quan. Nó hoạt động như một tàu huấn luyện tác xạ tại biển Baltic từ năm 1904 đến năm 1914. Sau khi Chiến tranh Thế giới thứ nhất bùng nổ vào tháng 8 năm 1914, Schwaben được huy động phục vụ cùng các tàu chị em trong thành phần Hải đội Chiến trận 4. Con tàu chỉ có những hoạt động giới hạn tại biển Baltic chống lại lực lượng Hải quân Nga, nhưng mối đe dọa của tàu ngầm Anh đã buộc con tàu phải rút lui vào năm 1916. Trong thời gian còn lại của cuộc xung đột, Schwaben phục vụ như là tàu huấn luyện học viên sĩ quan, và sau đó như một tàu kho chứa cho tàu quét mìn Kiểu F. Nó được rút khỏi Đăng bạ Hải quân vào tháng 3 năm 1921 và bị bán để tháo dỡ cùng năm đó.

## Thiết kế và chế tạo
Schwaben được đặt lườn vào năm 1900 tại Kaiserliche Werft (Xưởng tàu Hải quân) ở Wilhelmshaven dưới số hiệu chế tạo 27. Nó được đặt hàng dưới cái tên tạm thời "G" trong hợp đồng như là một đơn vị mới của hạm đội. Con tàu là thành viên của một lớp thiết giáp hạm mới được chế tạo dưới sự chỉ đạo của Đô đốc Alfred von Tirpitz, theo những điều khoản của Đạo luật Hải quân Đức thứ nhất năm 1898. Schwaben được hạ thủy vào ngày 19 tháng 8 năm 1901 và đưa ra hoạt động vào ngày 13 tháng 4 năm 1904. Con tàu có chi phí tổng cộng 21.678.000 Mác vàng.
Con tàu có chiều dài chung 126,8 m (416 ft), mạn thuyền rộng 22,8 m (75 ft), và độ sâu của mớn nước là 7,95 m (26,1 ft) ở phía trước và 8,04 m (26,4 ft) phía sau. Nó được đẩy bởi hệ thống động lực gồm ba động cơ hơi nước ba buồng bành trướng đặt dọc dẫn động ba trục chân vịt. Hơi nước được cung cấp bởi sáu nồi hơi Thornycroft và sáu nồi hơi hình trụ ngang. Schwaben có công suất thiết kế là 14.000 ihp (10.000 kW), cho phép đạt được tốc độ tối đa 18 hải lý trên giờ (33 km/h; 21 mph). Tuy nhiên, khi chạy thử máy, nó chỉ đạt đến công suất 13.253 ihp (9.883 kW) nên chỉ có tốc độ tối đa 16,9 hải lý trên giờ (31,3 km/h; 19,4 mph).
Dàn hỏa lực của Schwaben bao gồm một dàn pháo chính với bốn khẩu hải pháo 24 cm (9,4 in)/40 caliber bố trí trên hai tháp pháo nòng đôi, một phía trước và một phía sau của cấu trúc thượng tầng. Dàn pháo hạng hai của nó có mười tám khẩu hải pháo 15 cm (5,9 in) SK L/40 cùng mười hai khẩu pháo 8,8 cm (3,5 in) SK L/30 bắn nhanh, được hoàn thiện với sáu ống phóng ngư lôi 45 cm (17,7 in), tất cả được đặt trên các bệ xoay bên trên mực nước.

## Lịch sử hoạt động
Sau khi đưa ra hoạt động vào tháng 4 năm 1904, Schwaben phục vụ như một tàu huấn luyện pháo binh hải quân. Con tàu đặt căn cứ tại Sonderburg thuộc vùng biển Baltic cùng với các tàu tuần dương bọc thép Prinz Heinrich và Prinz Adalbert cùng nhiều tàu huấn luyện khác. Vào năm 1908, các con tàu huấn luyện tại Baltic được đặt dưới quyền chỉ huy của Chuẩn đô đốc Hugo von Pohl, người sẽ đảm nhận quyền chỉ huy Hạm đội Biển khơi Đức vào năm 1915 trong Chiến tranh Thế giới thứ nhất.
Sau khi chiến tranh nổ ra vào tháng 8 năm 1914, Schwabenvà những chiếc cùng lớp được huy động trong thành phần Hải đội Chiến trận 4 dưới quyền chỉ huy của Phó đô đốc Ehrhard Schmidt. Bắt đầu từ ngày 3 tháng 9 năm 1914, Hải đội Chiến trận 4, có sự hỗ trợ của tàu tuần dương bọc thép Blücher, bắt đầu một cuộc càn quét vào biển Baltic. Chiến dịch kéo dài cho đến ngày 9 tháng 9 nhưng không lôi kéo được các đơn vị Hải quân Nga vào cuộc xung đột. Vào tháng 5 năm 1915, Hải đội Chiến trận 4, kể cả Schwaben, được điều sang hỗ trợ cho Lục quân Đức tại khu vực biển Baltic. Schwaben và các tàu chị em sau đó đặt căn cứ tại Kiel.
Vào ngày 6 tháng 5, các con tàu thuộc Hải đội 4 được giao nhiệm vụ hỗ trợ cho cuộc tấn công chiếm đóng Libau. Schwaben cùng các tàu khác chiếm lấy vị trí ngoài khơi Gotland nhằm đánh chặn mọi tàu tuần dương Nga tìm cách ngăn cản cuộc đổ bộ; tuy nhiên phía Nga đã không hoạt động. Đến ngày 10 tháng 5, sau khi lực lượng tấn công đã tiến vào Libau, các tàu ngầm Anh E1 và E9 đã phát hiện Hải đội 4, nhưng ở khoảng cách quá xa không thể tấn công chúng. Schwaben cùng các con tàu chị em đã không có mặt trong thành phần hạm đội Đức tham gia tấn công vịnh Riga vào tháng 8 năm 1916 do thiếu hụt lực lượng hộ tống. Sự tăng cường hoạt động của các tàu ngầm Anh đã buộc phía Đức phải phân bổ thêm tàu khu trục hộ tống để bảo vệ cho các tàu chiến chủ lực.
Đến năm 1916, mối đe dọa của tàu ngầm đối phương tại biển Baltic buộc Hải quân Đức phải rút những chiếc lớp Wittelsbach đã lạc hậu khỏi các hoạt động ở tuyến đầu. Schwaben quay trở lại vai trò như một tàu huấn luyện tại Wilhelmshaven. Sau trận Jutland vào ngày 31 tháng 5–1 tháng 6 mà bản thân Schwaben không tham dự, Chuẩn đô đốc Franz von Hipper, Tư lệnh Hải đội tàu chiến-tuần dương Đức, gửi bốn tàu chiến còn sống sót dưới quyền vào ụ tàu để sửa chữa. Hipper đã chọn Schwaben, vốn đang đặt căn cứ tại Wilhelmshaven, làm tàu chỉ huy tạm thời của mình trong khi lực lượng dưới quyền đang sửa chữa.
Con tàu được giữ lại một thời gian ngắn cùng Hải quân Đức được tái thành lập sau khi chiến tranh kết thúc. Schwaben sau đó được cải biến thành một tàu kho chứa cho tàu quét mìn Kiểu F. Tuy nhiên, chiếc thiết giáp hạm cũ đã không phục vụ lâu trong vai trò mới, khi nó được rút khỏi Đăng bạ Hải quân vào ngày 8 tháng 3 năm 1921; và bị bán với giá 3.090.000 Mark để tháo dỡ cùng năm đó tại Kiel-Nordmole.